# Leptobrachium hasseltii
Espèce
Synonymes
- Nireus pulcherrimus Theobald, 1880

Statut de conservation UICN

 LC  : Préoccupation mineure
Leptobrachium hasseltii est une espèce d'amphibiens de la famille des Megophryidae.

## Répartition
Cette espèce est endémique d'Indonésie. Elle se rencontre dans les îles de Java, de Madura, de Bali et dans les Îles Kangean.

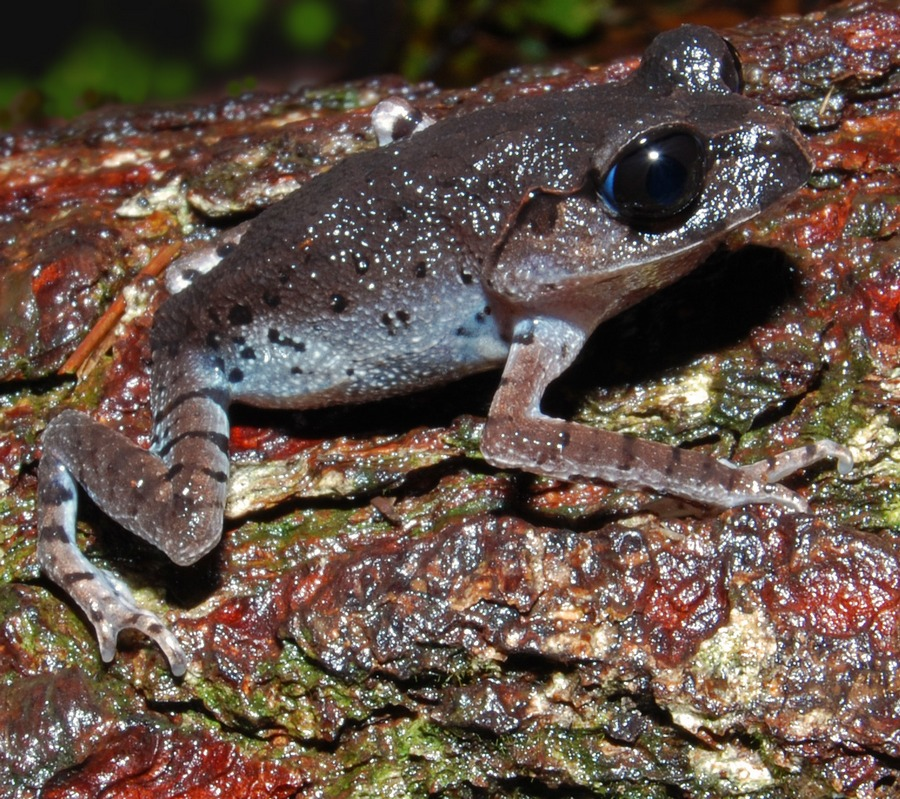
Leptobrachium hasseltii

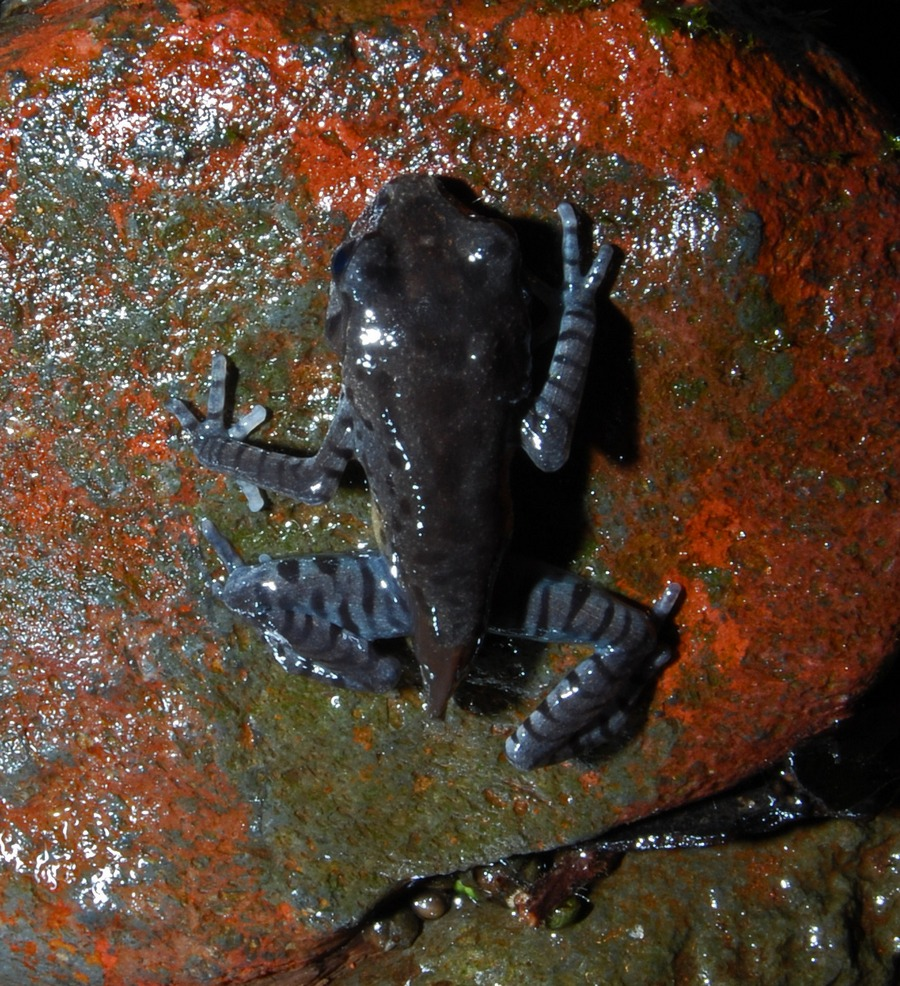
Leptobrachium hasseltii

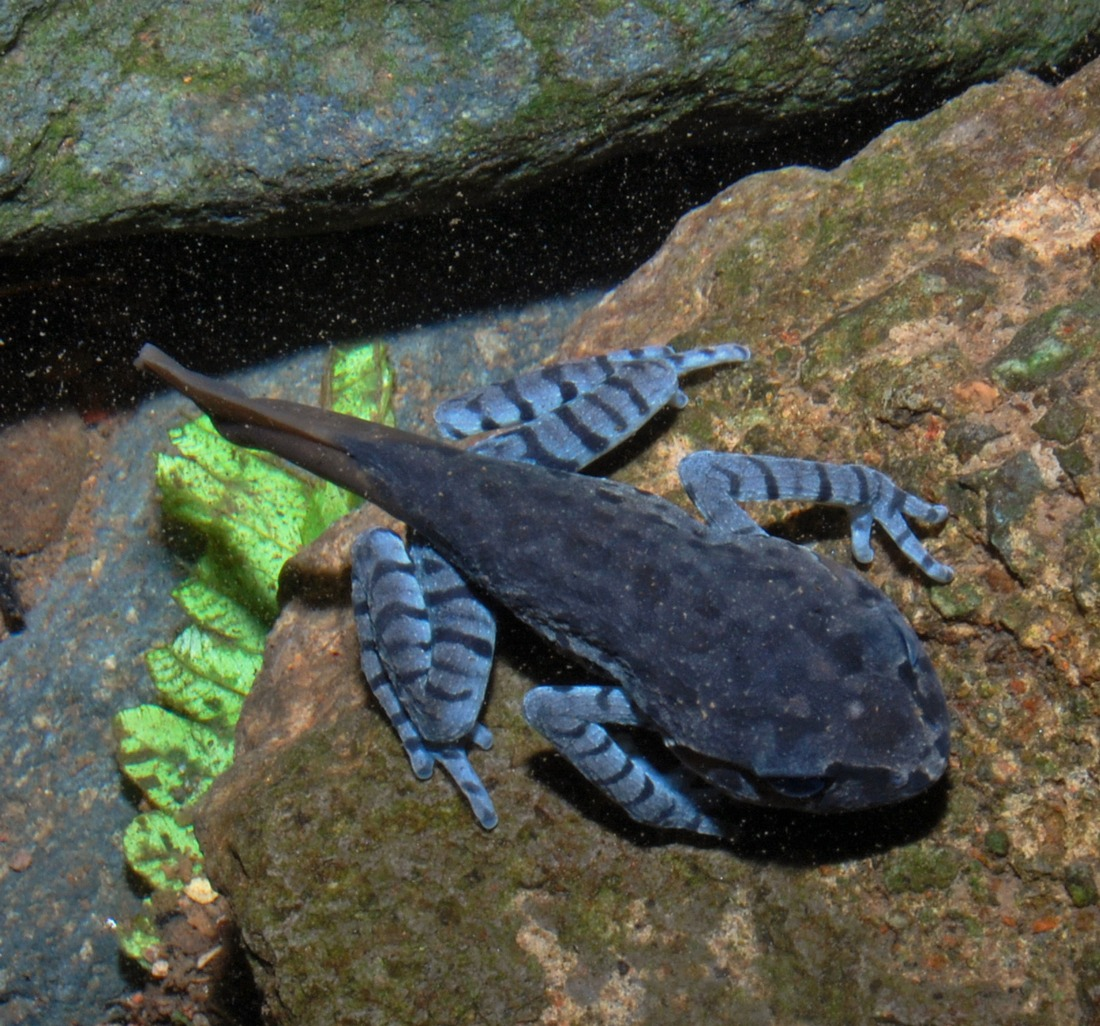
Leptobrachium hasseltii

## Étymologie
Cette espèce est nommée en l'honneur de Johan Coenraad van Hasselt.

## Publication originale
- Tschudi, 1838 : Classification der Batrachier, mit Berucksichtigung der fossilen Thiere dieser Abtheilung der Reptilien, p. 1-99 (texte intégral).